# Portroe
Portroe (iriska: An Port Rua) är en ort i republiken Irland.   Den ligger i grevskapet North Tipperary och provinsen Munster, i den centrala delen av landet, 150 km väster om huvudstaden Dublin. Portroe ligger 145 meter över havet och antalet invånare är 468.
Terrängen runt Portroe är platt åt nordost, men åt sydväst är den kuperad.Runt Portroe är det ganska glesbefolkat, med 29 invånare per kvadratkilometer. Närmaste större samhälle är Ballina, 10,1 km sydväst om Portroe. Trakten runt Portroe består i huvudsak av gräsmarker.